# Ушаков, Николай Александрович (юрист)
Николай Александрович Ушаков (18 ноября 1918, Москва — 5 ноября 2002) — советский и российский учёный-юрист, лауреат премии имени Ф. Ф. Мартенса (1998). Доктор юридических наук, профессор.

## Биография
Родился 18 ноября 1918 года в Москве.
В 1941 году окончил факультет боеприпасов МВТУ имени Н. Э. Баумана.
С 1941 по 1945 годы работал инженером в оборонной промышленности.
В 1947 году окончил Высшую дипломатическую школу МИД СССР.
С 1948 по 1950 годы учился в аспирантуре Института права АН СССР.
В 1950 году защитил кандидатскую диссертацию «Право убежища». В 1964 году защитил докторскую диссертацию.
С 1950 года — работал в Институте государства и права АН СССР, с 1965 по 1987 годы — руководитель сектора Международного права, а с 1987 по 2002 годы — главный научный сотрудник Центра международного права этого же института.
Умер 5 ноября 2002 года.

## Научная деятельность
В период с 1967 по 1986 годы — четырежды переизбирался членом, несколько раз был избран председателем Комиссии международного права ООН, являлся членом делегаций СССР на многих международных, межправительственных дипломатических конференциях.
Принимал непосредственное участие в выработке и принятии международных универсальных конвенций по вопросам правопреемства государств, международной ответственности государств, юрисдикционных иммунитетов государств и так далее.
Член международного Института международного права, Постоянной палаты третейского суда в Гааге, неоднократно приглашался для чтения курсов международного права в Академию международного права в Гааге.
Автор и соавтор более 200 научных работ, в том числе монографии, учебников, учебных пособий, соредактор 1-го и 2-го изданий семитомного «Курса международного права».

## Наиболее важные работы
- «Суверенитет в современном международном праве» (М.,1963)
- «Невмешательство во внутренние дела государств» (М.,1971)
- «Основания международной ответственности» (М.,1983)
- «Проблемы теории международного права» (М.,1988)
- «Курс международного права». В 7т. (М., 1989—1993)
- «Юрисдикционные иммунитеты государств и их собственности» (М.,1993)
- «Режим наибольшего благоприятствования в международных отношениях» (М.,1995)
- «Правопреемство государств». Учебное пособие (Уфа, 1996)
- «Международное право». Учебник (М., 2000)

## Награды
- Премия имени Ф. Ф. Мартенса (1998) — за монографию «Правовое регулирование использования силы в международных отношениях»